# 에이쇼 황태후
에이쇼 황태후(일본어: 英照皇太后, 1835년 1월 11일 ~ 1897년 1월 11일)는 일본의 황태후로, 제121대 천황인 고메이 천황의 정실 부인(女御)이며 메이지 천황의 적모이다. 메이지 천황 즉위 이후 황태후에 책립되었다. 결혼 전 이름은 구조 아사코(九条 夙子)이다.

## 생애
1835년 1월 11일, 야마시로국(현재의 교토시 사쿄구)의 미나미오지가에서 구조 히사타다(九条尚忠)와 그의 첩실인 미나미오지 스가야마(南大路菅山)의 딸로 태어났다.
1845년 9월 14일, 오사히토 친왕(統仁親王)과 혼인하여 친왕비가 되었다. 혼인 다음해에 오사히토 친왕이 고메이 천황(孝明天皇)으로 즉위하였지만 고메이 천황의 바람과 달리 막부의 반대로 인해 황후에 책봉되지 못하고 1853년 5월 7일, 정3위 준삼궁에 봉해졌다.
고메이 천황과의 사이에서 요리코 내친왕과 후키노미야 등 2녀를 낳았으나 모두 요절하였다.
1860년 7월 10일, 칙령에 의해 고메이 천황의 후궁인 나카야마 요시코가 낳은 무쓰히토 친왕(메이지 천황)을 친아들로 맞아들였다.
1867년 아사코 황태후를 위해 교토에 대궁어소가 지어졌다.
1868년 3월 18일, 메이지 천황에 의해 황태후로 책립되면서 황후를 거치지 않고 바로 황태후가 되었다.
1872년, 아카사카 이궁으로 이어하였다.
에이쇼 황태후는 고메이 천황의 영향을 받아 전통 가극인 노(能)를 관람하는 것을 좋아하였다. 일본에서 최초로 설립된 노가쿠(能楽) 극장인 시바 노가쿠당(芝能楽堂)은 에이쇼 황태후가 노를 편안히 관람하게 하기 위한 목적으로 설립되었다.
1897년 1월 11일 도쿄 아카사카구 아오야마 어소에서 서거하였다. 1월 30일 에이쇼(英照)의 시호를 받았으며 대상(大喪)의 예로 장례가 치러졌다. 능묘는 교토시 히가시야마구의 노치노쓰키노와노 토호쿠노 미사사기(後月輪東北陵)이다.

## 가족 관계
- 아버지 : 구조 히사타다(九条尚忠, 1798 ~ 1871)
- 어머니 : 미나미오지 스가야마(南大路菅山)
  - 남동생 : 구조 미치타카(九条道孝, 1839 ~ 1906)
    - 조카 : 데이메이 황후(貞明皇后, 1884 ~ 1951) - 다이쇼 천황의 황후
- 남편 : 고메이 천황(孝明天皇, 1831 ~ 1867) - 제121대 천황
  - 장녀 : 요리코 내친왕(順子内親王, 1850 ~ 1852)
  - 차녀 : 후키노미야(富貴宮, 1858 ~ 1859)
  - 양자 : 메이지 천황(明治天皇, 1852 ~ 1912) - 제122대 천황